# Alwin Riemke
Alwin Riemke (* 2. Februar 1910; † im November 1991 in Nürnberg), auch „Alv“ genannt, war ein deutscher Fußballtorwart, -trainer und DFB-Funktionär.

## Karriere

### Spieler
Riemke, aufgewachsen in Leipzig, gehörte als 16-Jähriger der ersten Mannschaft von Fortuna Leipzig an und wechselte 1928 zum VfB Leipzig, für den er zunächst zwei Spielzeiten lang aktiv war. Für den VfB kam er über die Punktspiele hinaus auch im Achtelfinale um die Deutsche Meisterschaft 1930 zum Einsatz, das am 18. Mai mit 3:4 gegen Holstein Kiel verloren wurde.
Zur Saison 1930/31 wechselte er zum SV 1860 München in die Bezirksliga Bayern, Gruppe Südbayern, die er auch in der Folgesaison jeweils als Zweiter hinter dem FC Bayern München beendete. Für die Sechz'ger kam er in seiner ersten Saison als Teilnehmer an der Endrunde um die Deutsche Meisterschaft 1931 in allen vier Spielen, einschließlich des am 14. Juni 1931 mit 2:3 gegen Hertha BSC verlorenen Finales zum Einsatz.
Von 1932 bis 1934 stand Riemke erneut beim VfB Leipzig und in der Sachsenauswahl zwischen den Pfosten. Anschließend wurde er Trainer. Von 1934 bis 1936 war er für die Schweizer Nationalligisten Lausanne-Sports FC, danach FC Basel als Spielertrainer aktiv. Er stand selbst in je vier Meisterschaftsspielen für beide Vereine auf dem Platz. Nach einem Test beim Servette FC war die nächste Station der FC Kreuzlingen, mit dem er 1937 aus der 1. Liga (der zweithöchsten Spielklasse) absteigen musste. Später wirkte Riemke von 1939 bis 1941 beim 1. FC Nürnberg, wo er nach sechs Punktspielen seine aktive Fußballerkarriere beendete.

### Trainer
Riemkes erster großer Erfolg als 25-jähriger Trainer war der Gewinn des „Doubles“ mit Lausanne 1934/35. Selbst wirkte er noch viermal als Torwart mit; Stammkeeper wurde der berühmte Frank Séchehaye, nachdem dieser zu Saisonbeginn noch für Servette Genf gespielt hatte, dann nach Lausanne gewechselt war.
Mitte der 1930er Jahre hospitierte Riemke einige Monate beim Arsenal FC und belegte einen zertifizierten Trainerkurs bei Jimmy Hogan. Nach Deutschland zurückgekehrt, nahm „Alv“ von 1937 bis März 1939 die Trainertätigkeit bei der SpVgg Fürth, und anschließend bis 1941 beim 1. FC Nürnberg wahr. Im Zweiten Weltkrieg war Riemke als Soldat der Wehrmacht Spielertrainer für den Luftwaffensportverein Adler Deblin, mit dem er 1942 Meister der Gauliga Generalgouvernement im besetzten Polen wurde. Er stand dabei selbst wiederholt auf dem Feld, allerdings nicht als Torwart, sondern als Stürmer.
Nach dem Ende des Zweiten Weltkriegs betreute er eine Salzburger Auswahl, kehrte dann 1945 nach Nürnberg zurück und führte den Club nunmehr in der neugeschaffenen und in Deutschland ersten höchsten Spielklasse, der Oberliga Süd, auf den zweiten Platz. In der Rückrunde der Folgesaison war er für den Ligakonkurrenten SpVgg Fürth im Januar 1947 kurzzeitig tätig, bevor er zur Saison 1948/49 den FC Bayern München für zwei Spielzeiten übernahm. Seine letzte Trainertätigkeit übte Riemke von 1951 bis 1952 nochmal beim 1. FC Nürnberg aus, bei dem er (Vorstands-)Mitglied blieb und Jahre später in der Bundesliga noch als Kurzzeit-Interimstrainer einsprang. 
In den 1950er Jahren war er Verbandstrainer beim Bayerischen Fußball-Verband. Die Amateur-Auswahl des Freistaates führte er 1955 bis zum Finale des DFB-Länderpokals. Doch noch vor dem Spiel, das Bayern am 2. Juli 1955 im Rosenaustadion von Augsburg mit 5:2 gegen Westfalen gewann, trat er überraschend vom Amt zurück. Der Ex-Nationalspieler des FC Bayern Jakob „Jakl“ Streitle fungierte hier dann als Trainer.
1966 gehörte der Leipziger zum DFB-Tross bei der WM 1966 in England, wurde dort bei einem Busunglück verletzt und musste stationär behandelt werden. In den 1970er Jahren gehörte er dem DFB-Spielausschuss an und war an der Betreuung der deutschen Amateurnationalmannschaft beim olympischen Fußballturnier von München 1972 beteiligt. Im April 1949 war er bereits neben Sepp Herberger und Hans Sauerwein vom Deutschen Fußball-Ausschuss, der damals vor formaler Wiedergründung des Deutschen Fußball-Bundes den überregionalen Fußball in Deutschland organisierte, als einer von drei Kandidaten als Nationaltrainer für die neu aufzubauende deutsche Nationalmannschaft benannt worden.

## Sonstiges
Nach dem Ende des Zweiten Weltkriegs betrieb er ein Sporthaus, zuerst in der Nürnberger Königstraße, dann in der Karolinenstraße 5.